# Egerkingen
Egerkingen é uma comuna da Suíça, no Cantão Soleura, com cerca de 2.886 habitantes. Estende-se por uma área de 6,93 km², de densidade populacional de 416 hab/km². Confina com as seguintes comunas: Gunzgen, Hägendorf, Härkingen, Holderbank, Langenbruck (BL), Neuendorf, Oberbuchsiten. 
A língua oficial nesta comuna é o Alemão.